# Trienter Franziskanerprovinz

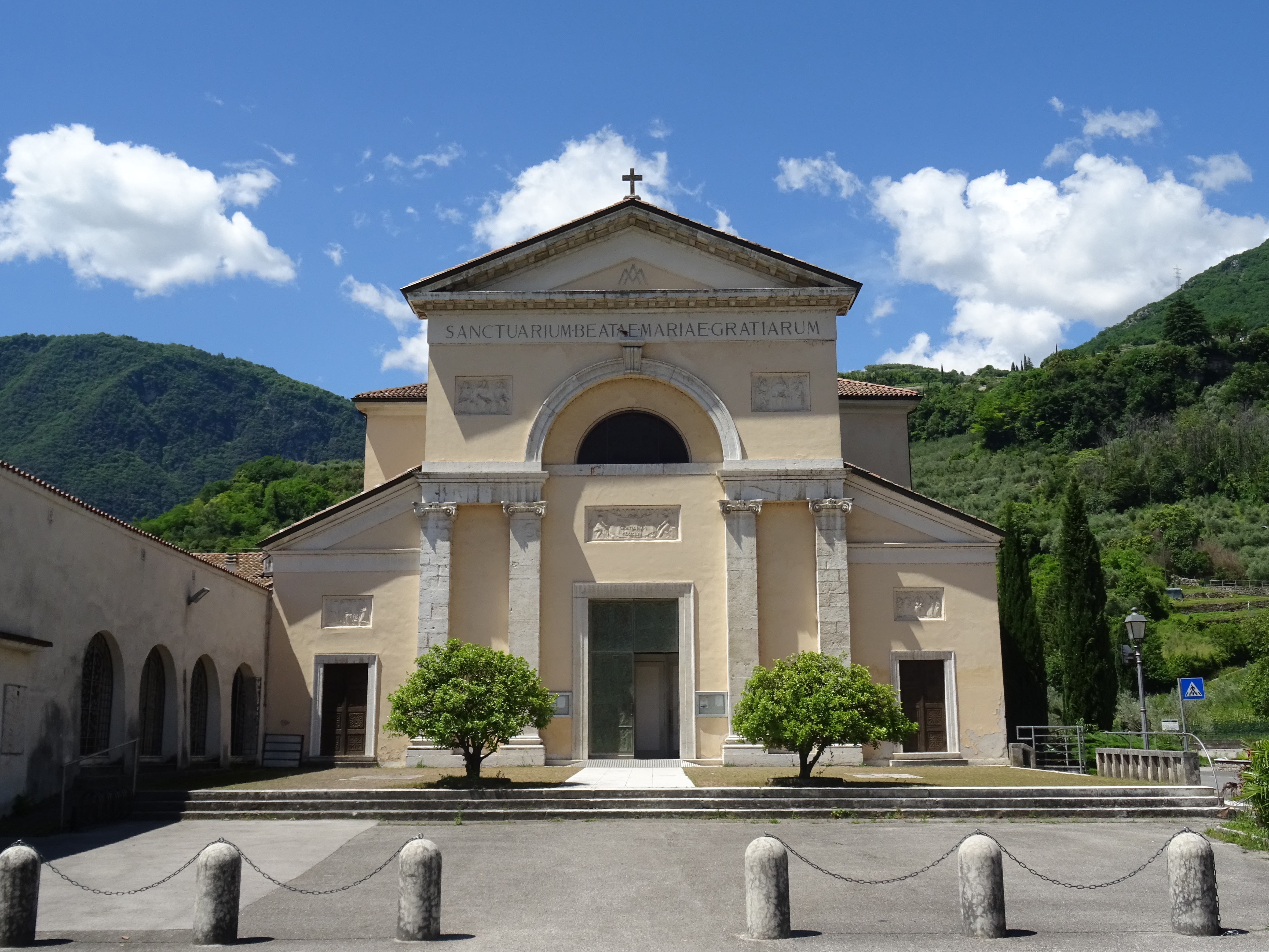
Ehemalige Klosterkirche des Franziskanerklosters Arco

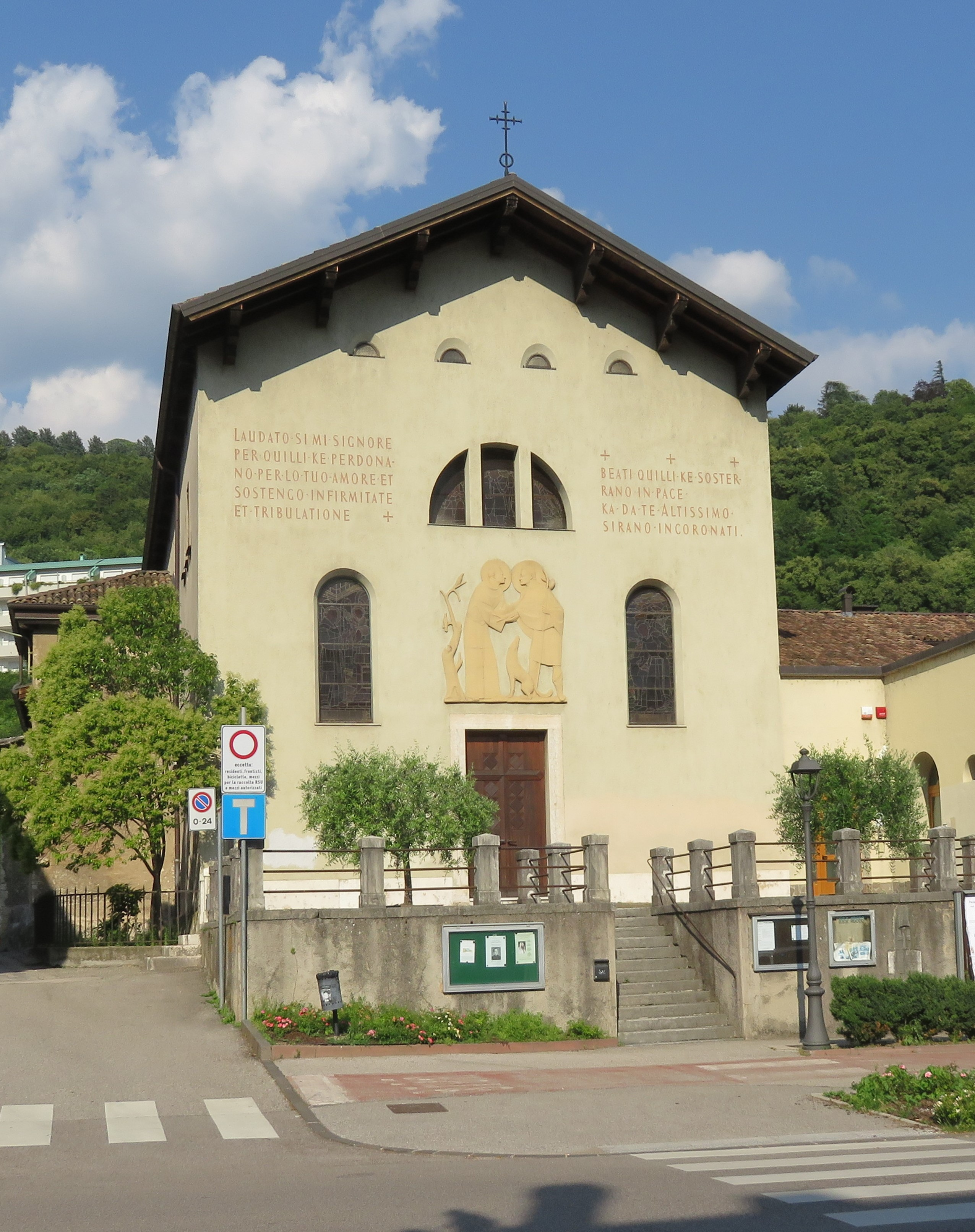
Ehemalige Klosterkirche des Franziskanerklosters Rovereto

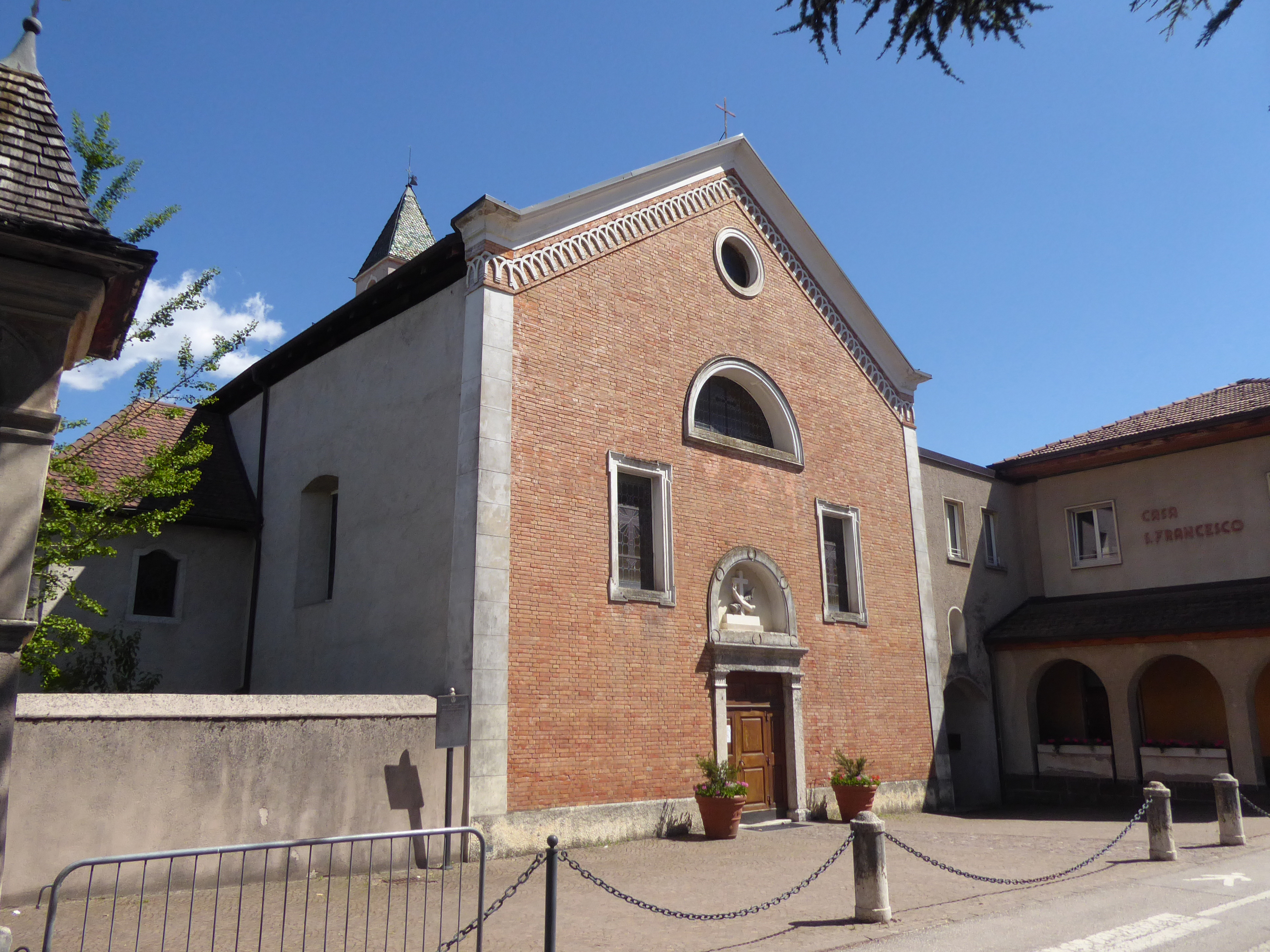
Ehemalige Klosterkirche des Franziskanerklosters Cles

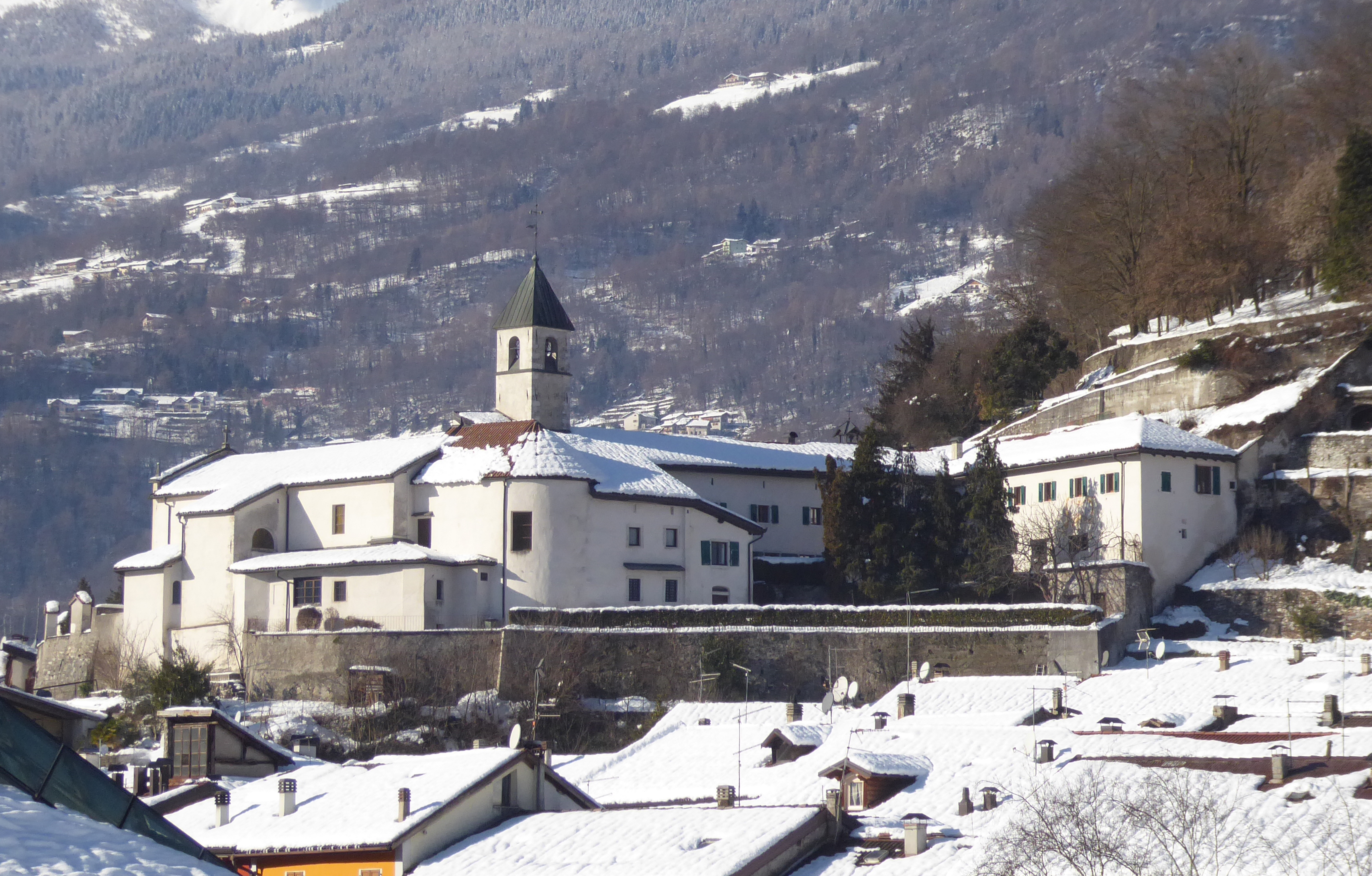
Ehemaliges Franziskanerkloster Borgo Valsugana

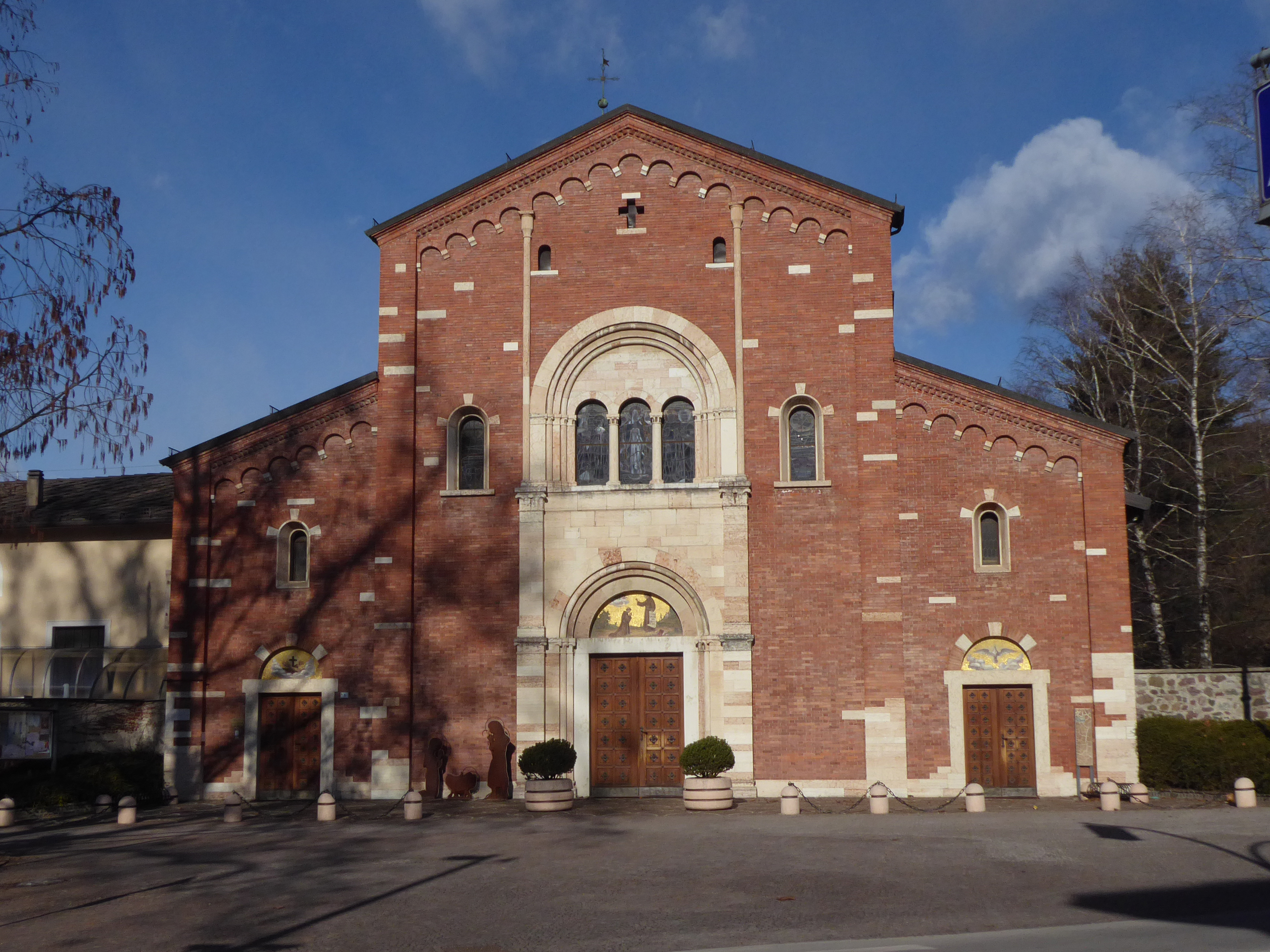
Ehemalige Klosterkirche des Franziskanerklosters Pergine Valsugana

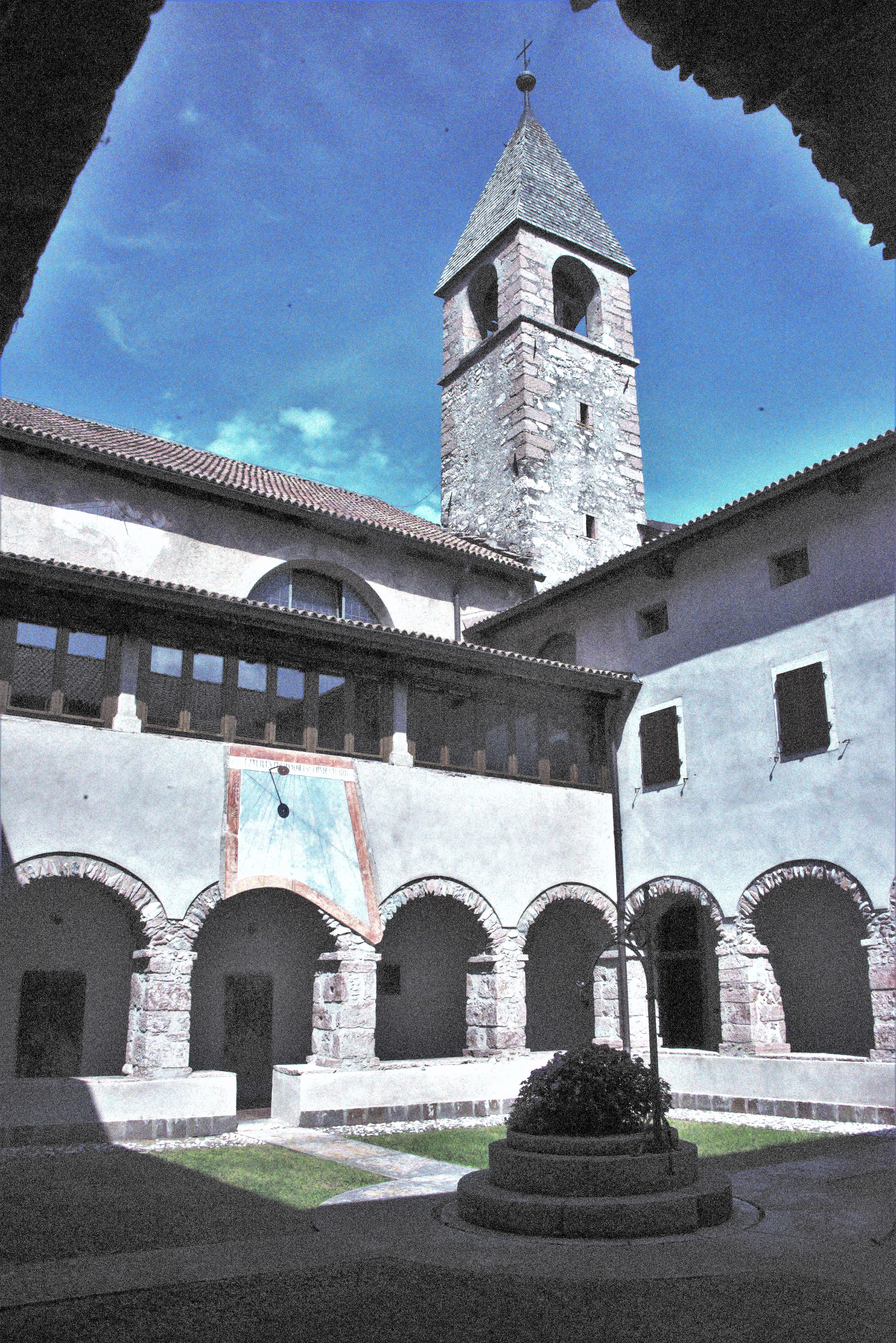
Ehemaliges Franziskanerkloster Mezzolombardo

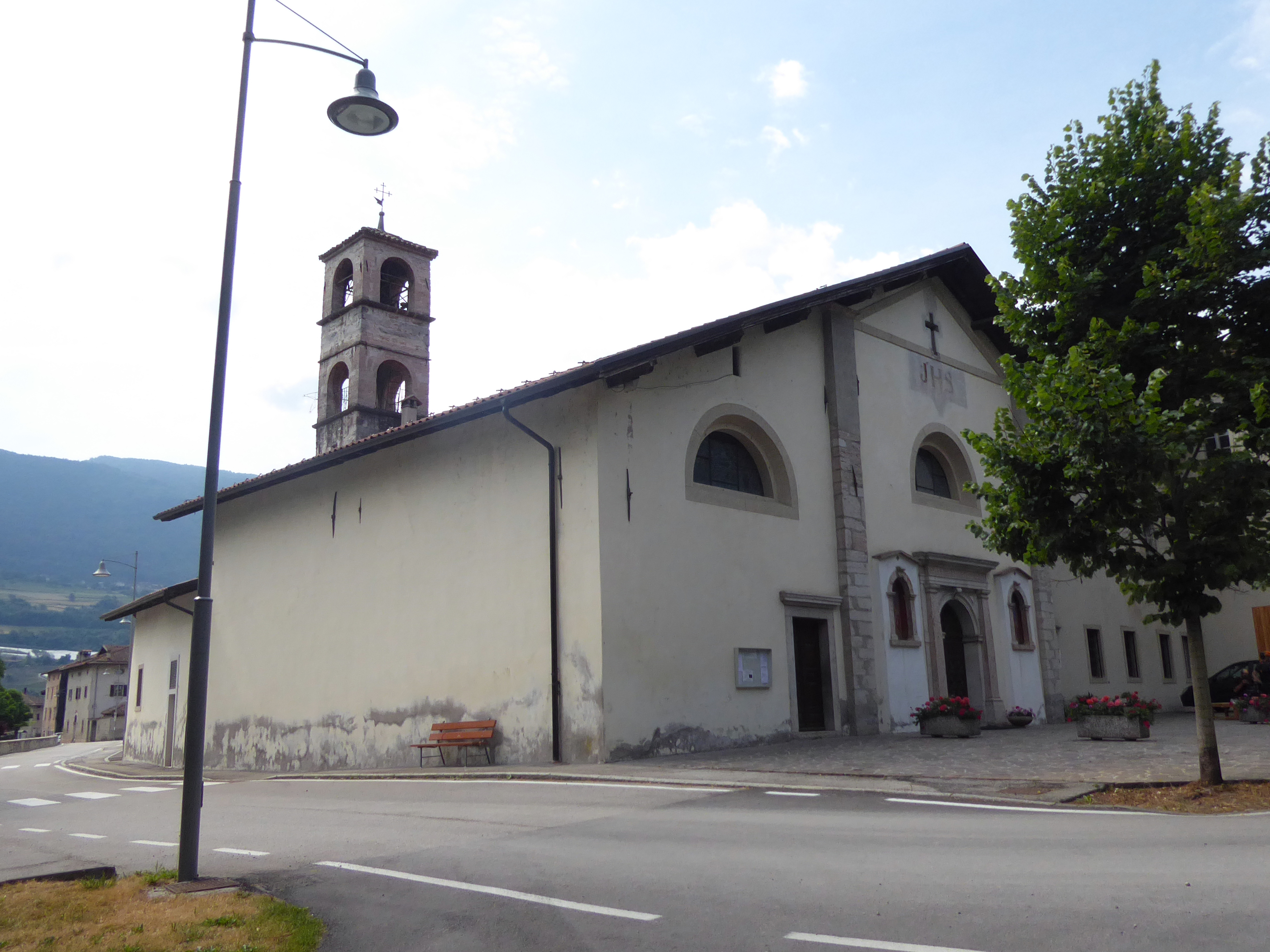
Ehemalige Klosterkirche des Franziskanerklosters Campo Lomaso (Chiesa dei Santi Quirico e Giulitta)

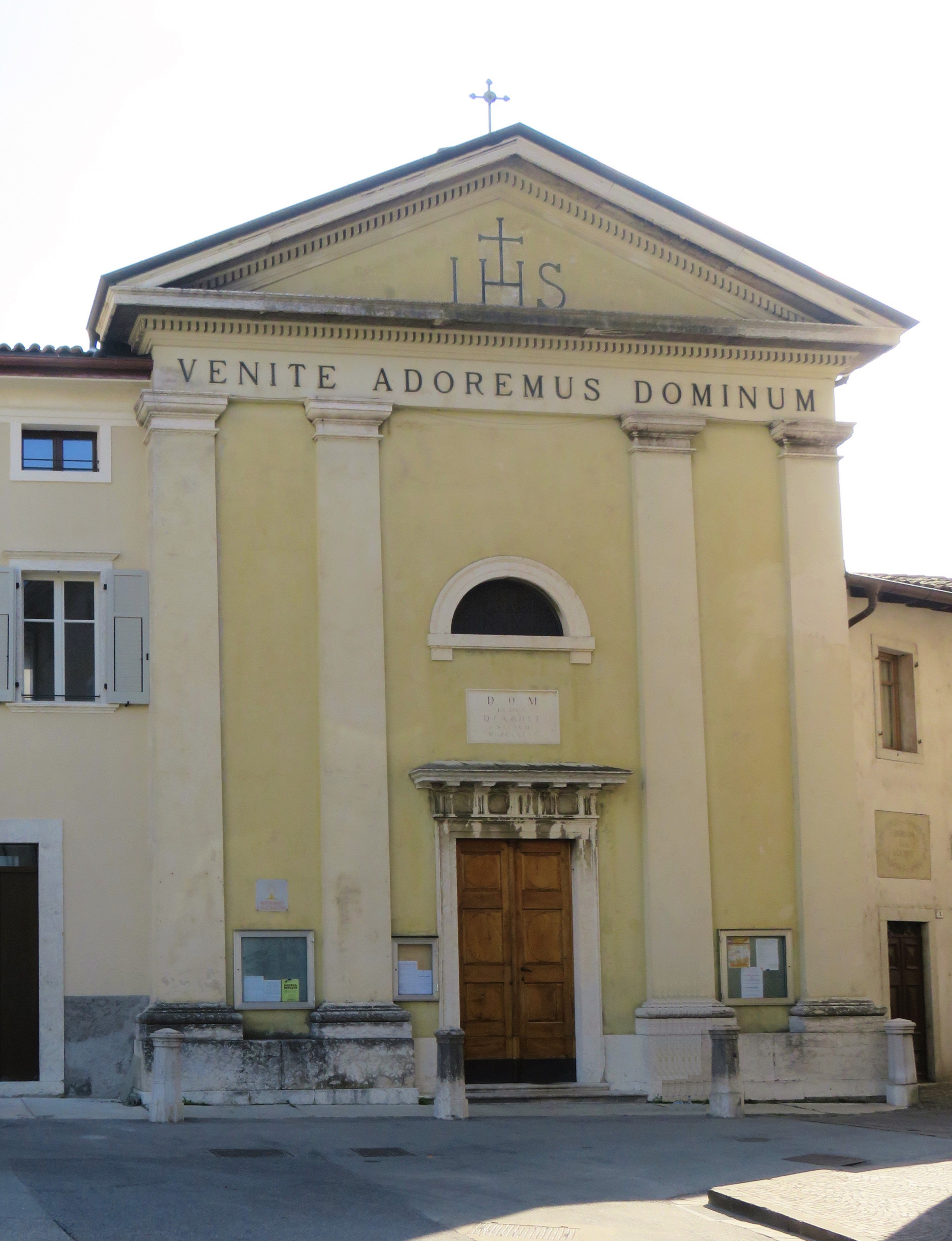
Ehemalige Klosterkirche des Klarissenklosters Rovereto

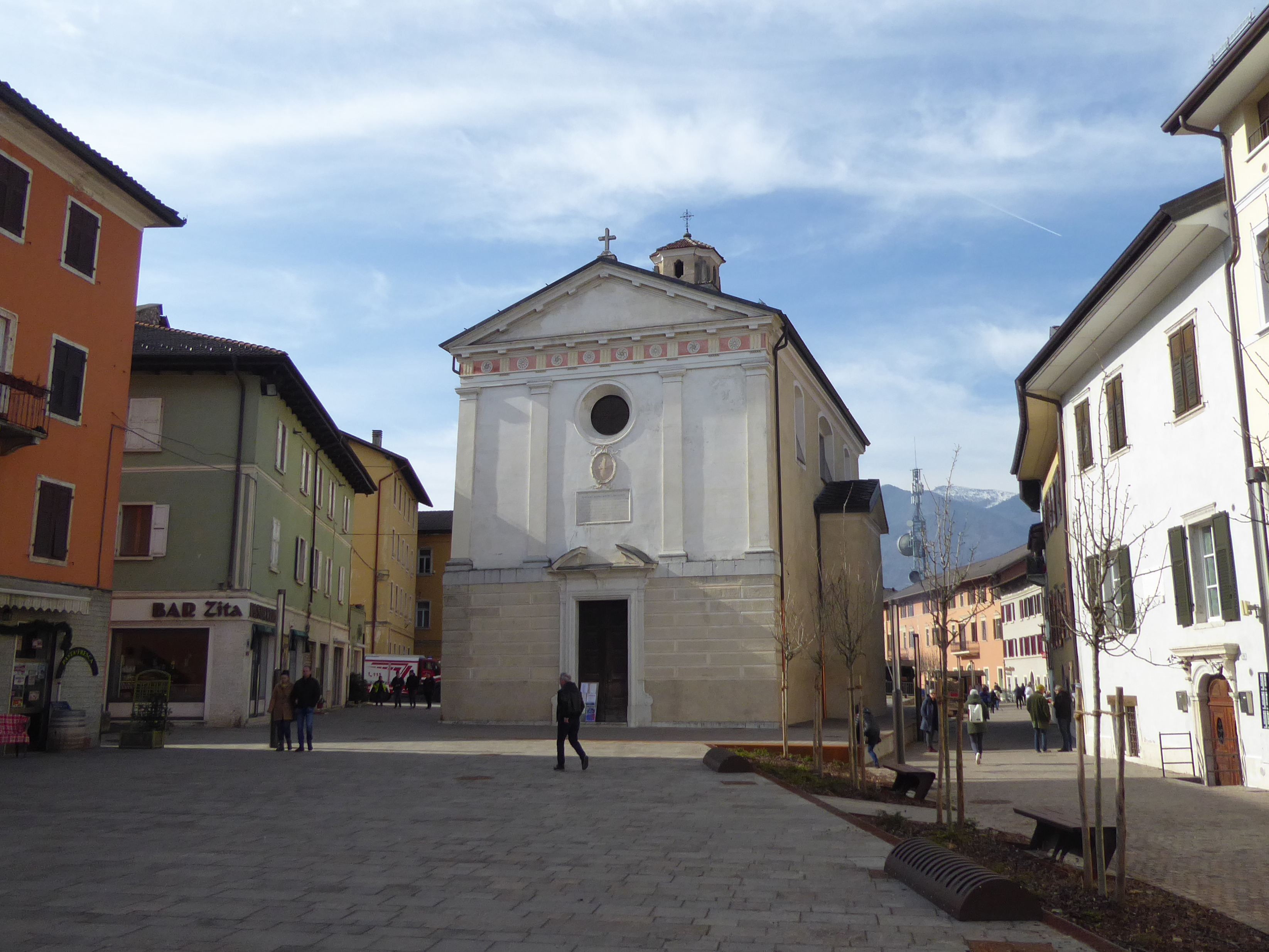
Ehemalige Klosterkirche des Klarissenklosters Borgo Valsugana

Die Trienter Franziskanerprovinz (Provincia Tridentina S. Vigilio, Provincia S. Vigilii, Provincia S. Vigilii Episcopi et Martyris, in der älteren deutschsprachigen Literatur auch Tridentinische und Südtirolische Provinz genannt) war eine Ordensprovinz der Franziskaner. Sie entstand 1653 durch  Abspaltung von der Provincia Veneta (oder Provincia S. Antonii) und umfasste Konvente in der Autonomen Provinz Trient. 2016 wurde sie mit den Ordensprovinzen Provincia di Cristo Re (Emilia-Romagna), Provincia di S. Antonio (Venetien und Friaul), Provincia di S. Bonaventura (Piemont), Provincia di S. Carlo Borromeo (Lombardei) und der Provincia del S. Cuore della Beata Vergine Maria (Ligurien) zur neuen Provincia S. Antonio dei Fratri Minori mit Sitz in Mailand zusammengefasst.

## Geschichte
Die Trienter Franziskanerprovinz wurde 1643 durch Abteilung von der älteren Provincia Veneta alias Provincia S. Antonii gebildet. Der Name der Provinz variierte im Laufe ihrer Geschichte mehrfach. In der Bulle von Papst Urban VIII. vom 8./18. Januar 1643, in der die Provinz begründet wird, wird sie Provincia S. Vigilii genannt. In einem Diplom von Kaiser Leopold vom 23. März 1696 wird sie dann als Provincia Tridentina S. Vigilii bezeichnet. Sigismondo Cavalli nennt sie 1741 in der ausführlichen Form Provincia Reformata Tridentina S. Vigilii Episcopi et Martyris. Bei Vigilius Greider erscheint sie in der Überschrift zum Abschnitt über diese Provinz als Provincia Tridentina S. Vigilii M. FF. Minorum Reformatorum. Im weiteren Text tauchen die Schreibweisen Provincia Tridentina S. Vigilio und Provincia S. Vigilii Tridentinae auf.
Im 19. Jahrhundert wird der Name auch mit Tirol verbunden. Im Hof- und Staatshandbuch des Kaiserthums Österreich heißt die Ordensprovinz seit mindestens den 1860er Jahren Südtirolische Provinz. Im Schematismus der gesammten Katholischen Kirche Oesterreich-Ungarns steht dann: Südtirolische Provinz zum h. Virgilius (sic). Und in den Acta Ordinis Minorum von 1888 lautet die Schreibweise Provincia S. Vigilii Tyroli Meridionalis. Alfons Žák (1911) nennt sie Südtirolische Provinz zum hl. Vigilius.
Die Provinz bestand bei ihrer Gründung aus sechs Konventen:
- Trient (Patrozinium: Hl. Bernardin, 1452 bis ?)
- Arco (Patrozinium: Maria von der Gnaden, 1483/87 bis heute)
- Rovereto (Patrozinium: Hl. Rochus, 1631 bis ?)
- Cles (Patrozinium: Antonius von Padua, 1631 bis ?)
- Borgo Valsugana (Patrozinium: Hl. Franziskus, 1598 bis ?)
- Pergine Valsugana (Patrozinium: Stigmatisierung des hl. Franziskus, 1606 bis heute).

Hinzu kamen in späteren Jahren
- Mezzolombardo (Patrozinium: Mariä Unbefleckte Empfängnis) (gegr. 1661, 1670 Kirche geweiht)[10]
- Campo maggiore im Valle Giudicaria/Comano Terme (Patrozinium: Hll. Quiricus und Julitta, Chiesa dei Santi Quirico e Giulitta, Lage: ) (1661 gegr., Baubeginn von Konvent und Kirche: 1664, Hauptaltar 1671 geweiht, bis 1810, 1924 bis ?)
- Cavalese (Patrozinium: Hl. Vigilius, gegr. 1662)
- Rovereto (Patrozinium: Hl. Karl, Klarissen)
- Borgo Valsugana (Patrozinium: Hl. Anna, Klarissen)
- Collegio serafico in Villazzano (1906 bis nach 2000).

1810 verfügte Napoleon Bonaparte die Schließung aller Klöster im Trentino. Damit war de facto auch die Tridentische Ordensprovinz erloschen. 1815 erhielt der Franziskanerorden fast alle Klöster mit Ausnahme des Klosters Campo Lomaso/Comano Terme wieder zurück, und die Konvente wurden wieder bezogen. Zur Unterstützung der benachbarten Lombardischen Ordensprovinz vom heiligen Karl Borromäus (mit Sitz in Brescia) wurden zwischen 1836 und 1842 die beiden lombardischen Klöster Rezzato und Dongo übernommen. 1906 wurde das Collegio serafico im (heutigen) Trienter Stadtteil Villazzano eröffnet. Ab 1907 betreuten Ordensbrüder der Trienter Provinz die Wallfahrtskirche Strugnano/Strunjan (Istrien). 1908 übernahmen Ordensbrüder der Provinz die Betreuung einer Wallfahrtskirche in Triest. 1924 wurden die Wallfahrtsorte Montesanto und Castagnavizzabei Görz übernommen. 1924 konnte auch das Kloster in Campo Lomaso zurückgekauft und die Residenz in Trient erworben werden. Nach dem Zweiten Weltkrieg trat die Provinz die Wallfahrtsorte Strugnano/Strunjan (Istrien), und Castagnavizza und Montesanto bei Görz an die Krainische Franziskanerprovinz ab. Dafür übernahm sie den Wallfahrtsort San Romedio im Nonstal. 1956 übernahm die Provinz die Seelsorge in der Pfarrei SS. Vito e Modesto in Görz (Lage: ), die aber 1988 wieder aufgegeben wurde. Nach 2000 wurden die Klöster Villazzano und Rovereto geschlossen. Auch die Standorte in Triest und S. Romedio wurden (wieder) aufgegeben.

### Liste der Provinziale
| Amtszeit                                         | Provinzvikar/Provinzial                                                            | Sonstige Ämter und Anmerkungen                    |
| ------------------------------------------------ | ---------------------------------------------------------------------------------- | ------------------------------------------------- |
| 17. August 1643 bis 1646                         | Ludovicus (Gardumi?) von Arco                                                      | gewählt in Rovereto                               |
| 28. September 1646 bis 1649                      | Augustinus Ananiensis                                                              | gewählt in Arco                                   |
| 18. Oktober 1649 bis 1652                        | Andreas von Arco                                                                   | gewählt in Rovereto                               |
| 14. November 1652 bis 1656                       | Ludovicus von Arco                                                                 | gewählt in Rovereto, zweite Amtszeit              |
| 7. Januar 1656 bis 1659                          | Augustinus Ananiensis                                                              | zweite Amtszeit                                   |
| 16. Mai 1659 bis 1662                            | Marcellinus von Judikarien                                                         | gewählt in Trient                                 |
| 17. Februar 1662 bis 1665                        | Franciscus Maxentius                                                               | gewählt in Rovereto                               |
| 12. Juni 1665 bis 1668                           | Andreas von Arco                                                                   | gewählt in Pergine Sugana, zweite Amtszeit        |
| 6. Juli 1668 bis 1671                            | Augustinus Ananiensis                                                              | gewählt in Rovereto, dritte Amtszeit              |
| 10. Juli 1671 bis 1674                           | Marcellinus von Judikarien                                                         | gewählt in Borgo Valsugana, zweite Amtszeit       |
| 11. Juni 1674 bis 1677                           | Gregorius von Trient                                                               | gewählt in Trient                                 |
| 30. März 1677 bis 1680                           | Ludovicus von Pergine                                                              | gewählt in Borgo Valsugana                        |
| 23. Mai 1680 bis 1683                            | Ludovicus Ingenuinus von Valbona                                                   | gewählt in Trient                                 |
| 17. Mai 1683 bis 1686                            | Ignatius von Civizzano                                                             | gewählt in Trient                                 |
| 17. Juni 1686 bis 1689                           | Franciscus von Cles                                                                | gewählt in Rovereto                               |
| 19. April 1689 bis 1692                          | Gregorius von Trient                                                               | gewählt in Arco, zweite Amtszeit                  |
| 1. Mai 1692 bis 1695                             | Marcellinus von Cles                                                               | gewählt in Rovereto                               |
| 26. Mai 1695 bis 1698                            | Hieronymus von Judikarien                                                          | gewählt in Rovereto                               |
| 2. Mai 1698 bis 1701                             | Ignatius von Civizzano                                                             | gewählt in Trient, zweite Amtszeit                |
| 7. Juni 1701 bis 1704                            | Simon Petrus von Zimbern                                                           | gewählt in Rovereto                               |
| 14. April 1704 bis 1707                          | Maximilianus von Trient                                                            | gewählt in Trient                                 |
| 27. Mai 1707 bis 1710                            | Vincentinus von Borgo Valsugana                                                    | gewählt in Borgo Valsugana                        |
| 1. Juni 1710 bis 1713                            | Hieronymus von Judikarien                                                          | gewählt in Trient, zweite Amtszeit                |
| 4. Mai 1713 bis 1716                             | Maximilianus von Trient                                                            | gewählt in Trient, zweite Amtszeit                |
| 24. Juni 1716 bis 1719                           | Andreas von Vallebona                                                              | gewählt in Rovereto                               |
| 19. Juni 1719 bis 1722                           | Antonius Maria von Cavareno                                                        | gewählt in Rovereto                               |
| 6. Mai 1722 bis 1725                             | Vincentius von Borgo Valsugana                                                     | zweite Amtszeit                                   |
| 6. Juni 1725 bis 1728                            | Sebastianus von Trient                                                             | gewählt in Trient                                 |
| 31. Mai 1728 bis 1731                            | Seraphicus von Rovereto                                                            | gewählt in Rovereto                               |
| 30. April 1731 bis 1734                          | Philippus von Rallo                                                                | gewählt in Trient                                 |
| 24. Mai 1734 bis 1737                            | Conradus von Tesero                                                                | gewählt in Rovereto                               |
| 27. Mai 1737 bis 1749                            | Ludovicus Sitoni von Mediocorona                                                   | gewählt in Trient                                 |
| 28. November 1739 bis 1742                       | Joannes Pius Besenella von Pressano                                                | gewählt in Rovereto                               |
| 9. Mai 1742 bis 1745                             | Dominicus Nicolaus Pizzini von Hall                                                | gewählt in Arco                                   |
| 9. Mai 1745 bis 1748                             | Ferdinandus Webern von Branzolo                                                    |                                                   |
| 23. Mai 1748 bis 1751                            | Ludovicus Sitoni                                                                   | gewählt in Trient, zweite Amtszeit                |
| 10. Mai 1751 bis 1754                            | Joannes Pius Besenella                                                             | gewählt in Arco, zweite Amtszeit                  |
| 30. April 1754 bis 1757                          | Ferdinandus Webern                                                                 | gewählt in Trient, zweite Amtszeit                |
| 2. Juli 1757 bis 1760                            | Girolamo/Hieronymus de Cassina von Trient                                          | gewählt in Rovereto                               |
| 29. April 1760 bis 1763                          | Casparus Augustini von Monclassico                                                 | gewählt in Arco                                   |
| 6. Juni 1763 bis 1766                            | Josephus Maria de S. Nicolao von Rovereto                                          | gewählt in Trient                                 |
| 30. April 1766 bis 1769                          | Antonius Inama von Fundo                                                           | gewählt in Arco                                   |
| 26. April 1769 bis 7. Februar 1771 (resignierte) | Daniel Baldironi von Cavalese († 5. März 1771)                                     | gewählt in Rovereto                               |
| 8. Februar 1771 bis 1774                         | Candidus Lutti von Poja                                                            | gewählt in Trient                                 |
| 3. Januar 1774 bis 1777                          | Archangelus Lago von Cles                                                          | gewählt in Trient                                 |
| 30. April 1777 bis 1780                          | Petrus Chrysologus Zorrer von Rovereto                                             | gewählt in Arco                                   |
| 15. Juni 1780 bis 1783                           | Epiphanius Florianus de Roncone, Judicariensis                                     |                                                   |
| ?                                                | Giuseppe Antonio/Josephus Antonius Dusini                                          | 1815 wird er Ex-Provinzial genannt                |
| 1825                                             | David Degara (* 8. Oktober 1798 in Tilliarni)                                      |                                                   |
| ?                                                | Antonius Cadrobbi (* 6. Oktober 1784 in Pineti)                                    | 1854: Ex-Provinzial                               |
| 1840 bis 1846                                    | Aloysius Marai (* 28. Dezember 1799 in Pozzolenghi)                                |                                                   |
| 1846 bis 1849                                    | Giampio/Joannes Pius Dellagiacoma (* 15. Februar 1780 in Mohenae)                  |                                                   |
| 1849 bis 1852                                    | Josephus Sommavilla (* 8. September 1798 in Mohenae)                               |                                                   |
| 1852 bis 1855                                    | Federicus Federici/Federizzi von Sfruz (* 25. Januar 1787; † 1868)                 |                                                   |
| 1855 bis 1858                                    | Aloysius Marai                                                                     |                                                   |
| 1858 bis 1861                                    | Josephus/Giuseppe Sommavilla                                                       |                                                   |
| 1861 bis 1864                                    | Fortunatus Prosser (* 17. September 1818 in Norilio; † 30. Oktober 1893 in Trient) | 1883: Ex-Provinzial                               |
| 14./16. September 1864 bis 1870                  | Ignaz Zanetti                                                                      |                                                   |
| 1870 bis 1873                                    | Pacificus Sommavilla († 11. Juli 1895)                                             |                                                   |
| 1873 bis 1876                                    | Ignaz Zanetti                                                                      |                                                   |
| 1876 bis 1879                                    | Ferdinand Piva                                                                     |                                                   |
| 1879 bis 1882                                    | Ignaz Zanetti                                                                      |                                                   |
| 1882 bis 1883                                    | Epiphanius Cadrobbi (* 17. Oktober 1833 in Vico Pinetano; † 12. Dezember 1883)     |                                                   |
| 16. Dezember 1883 bis 1884                       | Fortunatus Prosser                                                                 | Provinzvikar                                      |
| 1884 bis 1891                                    | Constantinus Gottardi                                                              |                                                   |
| 1891 bis 1894                                    | Serafico/Seraphicus Robol († 1905)                                                 |                                                   |
| 1894 bis 1897                                    | Marcellus Torresani (* 1850 in Tassullo/Nonstal; † 27. März 1898)                  |                                                   |
| 1897 bis 1900                                    | Constantin Gottardi                                                                |                                                   |
| 1900 bis 1903                                    | Franciscus Fontanari                                                               |                                                   |
| 1903 bis 1906                                    | Anselmus/Anselm Rosat                                                              |                                                   |
| 1906 bis 1908                                    | Pasqual Frisanco († 1908)                                                          |                                                   |
| 1908 bis 1909                                    | Leopoldus Zuccali                                                                  | Provinzvikar                                      |
| 1909 bis (1917)                                  | Germanus Tosolini († 4. April 1945)                                                |                                                   |
| 2008 bis 2016                                    | Francesco Patton                                                                   | wurde 2016 zum Kustos des Heiligen Landes ernannt |

2016 wurde die Provinz mit den Ordensprovinzen Provincia di Cristo Re (Emilia-Romagna), Provincia di S. Antonio (Venetien und Friaul-Julisch Venetien), Provincia di S. Bonaventura (Piemont), Provincia di S. Carlo Borromeo (Lombardei) und der Provincia del S. Cuore della Beata Vergine Maria (Ligurien) zur neuen Provincia S. Antonio dei Frati Minori mit Sitz in Mailand zusammengefasst.
2016 gehörten folgende Konvente zur Provinz:
- Trient/Trento (Altersheim, Belvedere S. Francesco, 1, Lage: )
- Mezzolombardo (Convento Immacolata, corso del Popolo 43, Lage: )
- Cles  (Convento S. Antonio di Padova, via A.Diaz 3, Lage: )
- Cavalese (Convento S. Vigilio, piazza Francescani 1, Lage: )
- Borgo Valsugana (Convento S. Francesco, via per Torcegno 4, Lage: )
- Pergine (Convento Ss. Redentore, piazza S.Francesco 1, Lage: )
- Arco (Convento Madonna delle Grazie, via Dante Aligheri 9, Lage: )

## Anmerkung
1. ↑  Nicht zu verwechseln mit der 1926 von der Nordtirolischen Provinz zum hl. Leopold abgetrennten Südtirolischen Provinz zum seligen Engelbert Kolland; die beiden genannten Ordensprovinzen wurden 2001 wieder vereinigt.